# 正室院
正室院（せいしついん、生没年不詳）は、戦国時代の女性。父・佐藤忠能、兄弟姉妹に佐藤忠康、佐藤昌信、八重緑、佐藤堅忠室、佐藤清助室、佐藤能信。子に斎藤義興、斎藤市郎左衛門、蓮与。美濃国加治田出身。

## 生涯
加治田城で生まれる。その後、中濃攻略戦があり、堂洞合戦、関・加治田合戦が起こる。堂洞合戦では、姉の八重緑が磔になり、関・加治田合戦では兄の佐藤忠康が討死する。
後継ぎが討死したので織田信長は、斎藤利治を二代目加治田城主とし、佐藤忠能の養子とし、娘の正室院が正室となる。
夫である斎藤利治が織田信長・織田信忠と全国の戦に参戦（天下布武）の中、義兄斎藤利堯と共に留守居と奥を仕切りを守った。
利治が病気になった後は、加治田城にて子の義興・市郎左衛門・蓮与と共に過ごした。
四国攻め、中国攻めの為、信長と信忠が京都に上洛した直後、利治は家族の心配をかけまいと最後の別れを覚悟して夜密かに加治田城を出て、そのまま京都妙覚寺へ本能寺の前日に合流。そのまま変が起き、利治は信長・信忠と共に忠死した。
本能寺の変後、義兄の斎藤利堯が加治田城主となる。森長可と対立し、加治田・兼山合戦において勝利する。後、利堯は病死してしまい、加治田衆家臣団はそれぞれに分かれ、古参西村治郎兵衛と家老長沼三徳は正室院を保護し、子の義興と市郎左衛門を養育した。
長沼三徳の推挙により、義興と市郎左衛門は織田秀信に仕えた。
正室院はその後も加治田城衣丸（絹丸村）捨堀にて余生を過ごし、龍福寺へ佐藤氏・美濃斎藤氏の菩提を祀い、通った。最後は斎藤利治と一緒に龍福寺へ葬られた。

## 逸話・人物
- 斎藤利治は生涯、側室を迎い入れず、正室院のみ妻とした。佐藤忠能への恩義と夫婦仲がとてもよかったと云われている [3]。
- 軍記物で「正室院は紀伊守の息女にて則ち新五の正室なり。」との記載があり、戒名は正室院等源妙覚大姉である[4]。
- 加治田衆家臣団が斎藤利治中心によくまとまったのも、正室院との繋がりも一因であるとされる[5]。